# Municipalità di Sagarejo
La municipalità di Sagarejo (in georgiano საგარეჯოს მუნიციპალიტეტი?) è una municipalità georgiana della Cachezia.
Nel censimento del 2002 la popolazione si attestava a 59 212 abitanti. Nel 2008 il numero risultava essere 58 700.
La cittadina di Sagarejo è il centro amministrativo della municipalità, la quale si estende su un'area di 1491 km².

## Popolazione
Dal censimento del 2002 la municipalità risultava costituita da:
- Georgiani, 66,56%
- Azeri, 31,93%
- Russi, 0,64%
- Armeni, 0,39%
- Osseti, 0,21%

## Monumenti e luoghi d'interesse
- Manavi
- Fortezza di Ujarma
- Fortezza di Chailuri
- Monastero di Udabno
- Monastero di David Gareia
- Monastero di Natlismtsemeli
- Cattedrale di Ninotsminda